# Referendum costituzionale in Romania del 2009
Il referendum costituzionale del 2009 in Romania è stato un referendum costituzionale propositivo tenutosi il 22 novembre 2009 in Romania (contemporaneamente al primo turno delle elezioni presidenziali), con cui è stato chiesto agli elettori un parere per la modifica della Costituzione della Romania in merito alla struttura e numero dei membri del Parlamento, al fine di passare dal sistema bicamerale (con 137 senatori e 334 deputati) al sistema monocamerale con un massimo di 300 seggi.
Secondo la legge rumena, affinché il referendum fosse convalidato, era necessario un quorum del 50% più uno degli elettori registrati. Nonostante il raggiungimento del quorum (50,95% di affluenza) e il voto favorevole alle proposte di modifica, l'esito del referendum non è ancora stato recepito.

## Storia
Il Presidente uscente Traian Băsescu firmò il decreto di convocazione del referendum il 22 ottobre 2009. Peraltro, il giorno precedente (21 ottobre), il parlamento rumeno aveva votato contro la proposta di referendum presentata dal Presidente, ma secondo la normativa referendaria rumena la risoluzione del Parlamento non era vincolante.
In risposta al convocazione del referendum, il Partito nazionale liberale, in opposizione al presidente Băsescu, presentò un progetto di legge per ridurre il numero di parlamentari a un totale di 316 seggi (99 senatori e 217 deputati).

## Quesiti
Agli elettori sono stati posti, in due schede separate, i seguenti quesiti:

## Risultati
Dopo aver scrutinato il 90% delle schede elettorali, le autorità hanno annunciato i risultati parziali, annunciando che la maggioranza degli elettori aveva reso valido il referendum.
| Preferenza                      | Voti     | %      |
| ------------------------------- | -------- | ------ |
| Sì                              | 6740213  | 77,78  |
| No                              | 1925209  | 22,22  |
| Voti validi                     | 8665422  | 92,97  |
| Schede bianche/nulle            | 654818   | 7,03   |
| Totale votanti                  | 9320240  | 100,00 |
| Elettori iscritti/affluenza     | 18293277 | 50,95  |
| Fonte: Biroul Electoral Central |          |        |

| Preferenza                      | Voti       | %      |
| ------------------------------- | ---------- | ------ |
| Sì                              | 7765573    | 88,84  |
| No                              | 975252     | 11,16  |
| Voti validi                     | 8740825    | 93,78  |
| Schede bianche/nulle            | 579415     | 6,22   |
| Totale votanti                  | 9320240    | 100,00 |
| Elettri iscritti/affluenza      | 18,293,277 | 50.95  |
| Fonte: Biroul Electoral Central |            |        |

## Effetti
Nonostante l'esito del referendum, non è avvenuta alcuna modifica della Costituzione, con il risultato che il numero dei parlamentari è continuato a crescere, non essendovi alcun limite di legge: dagli iniziali 471 membri al momento del referendum, si è giunti nel luglio 2015 a 588 parlamentari.